# I cieli e la terra finiranno
I cieli e la terra finiranno (The Late Great Planet Earth)  è un documentario statunitense del 1979.
La base scritturale che fa da filo conduttore è tratta dal Vangelo di Matteo al capitolo 24 versetto 35 che dice: «Il cielo e la terra passeranno, ma le mie parole non passeranno.»
Il documentario vuole dimostrare come tutto quello che accade dimostra l'adempimento di antiche profezie scritte da 2000 a 3500 anni fa.
È stato trasmesso, diverse volte, agli inizi degli anni novanta da Telelibertà, una televisione privata di Piacenza, e da Telemontecarlo (l'attuale LA7).